# Live in Leipzig
Live in Leipzig — концертний альбом норвезького блек-метал-гурту Mayhem, записаний 26 листопада 1990 року у лейпцизькому клубі Айскеллер  (нім. Eiskeller) і вийшов у 1993 році на лейблі Obscure Plasma Records . Незважаючи на те, що альбом не був студійним, він швидко став культовим серед шанувальників блек-металу через те, що це один з нечисленних записів групи, на якій представлений «золотий склад» Mayhem: Євронімус (Ейстейн Ошет) як гітарист, Дед (Пер Інгве «Пелле» Олін) як вокаліст, басист Некробутчер (Йорн Стубберуд) і барабанщик Хеллхаммер (Ян Аксель Бломберг) .
У документальному фільмі «Until the Light Takes Us» лідер гурту Darkthrone Фенріз назвав Live in Leipzig першим альбомом другої хвилі блек-металу.

## Історія запису
Перед виступом у Лейпцигу Mayhem відіграли концерт в Аннаберг-Буххольці, а потім ще один у Цайці (запис останнього був випущений у рамках ювілейного видання Peaceville Records Live in Leipzig у 2015 році та окремо як Live in Zeitz наступного року). Всі три концерти були організовані другом Євронімуса з листування Або Алслебеном (нім. Abo Alsleben) .

У Лейпцигу у всього гурту були проблеми з диханням через забруднення повітря вугіллям. Перед концертом Mayhem провели безсонну ніч на підлозі сквота, жителі якого нещодавно відбили напад неонацистів  . Сам концерт проходив у культовому клубі Айскеллер, де на розігріві виступав німецький гурт Manos. У книзі "The Death Archives: Mayhem 1984-94" Некробутчер згадує:
Під час концерту в Лейпцигу я досить часто підходив до мікрофона, щоб викрикувати неприємні слова на адресу глядачів. Вони висмоктували з мене енергію. Вони просто стояли і ніяк не реагували. Мені потрібен був зворотний зв'язок, щоб рухатися далі. У чистому відчаї я крикнув: «Давай, Лейпциг!». Але реакції все одно не було.Оригінальний текст (англ.)
I made my way over to the mic pretty often during the Leipzig gig to scream unpleasantries at the audience. They sucked the energy from me. They just stood there with no reaction. I needed more feedback to get going. In pure desperation, I yelled, ‘Come on, Leipzig!’ There was still no response.— Некробутчер у книзі «The Death Archives: Mayhem 1984-94»
Під час концерту Mayhem виконали чотири з восьми композицій, які мали увійти до їхнього дебютного альбому De Mysteriis Dom Sathanas (1994) — «Freezing Moon», який тоді називався «The Freezing Moon»; «Funeral Fog»; «Pagan Fears» і «Buried by Time and Dust» - а також матеріал з альбомів Pure Fucking Armageddon (1986) і Deathcrush (1987) .
У 2021 році Mayhem поділилися листом, в якому Дед писав про гастрольний досвід 1990 року своєму другу:
...Я зараз повернувся з туру. Мене це дуже зачепило, чувак! Спочатку ми відіграли у Східній Німеччині, 3 концерти, і, за винятком цього, один гурт забрав у нас усі 1000 німецьких марок. Мені більше подобаються дез-металісти східної Німеччини, ніж західні. Вони зовсім не були схожі на типових німецьких трешерів з коротким волоссям, одягнених як скорпіони, а більше схожі на поляків, які більше любили дез-метал, і виглядали вони теж так. Набагато краще, ніж очікувалося, і ми змогли провести наш виступ на сцені 2 рази з 3, що мене дуже підбадьорило. На останнє шоу, яке було в Лейпцигу, я отримав від приятеля набір кухонних ножів і трохи порізав. Я хотів зберегти трохи шкури і крові для концертів у Голландії. Після цього нам довелося повернутися в чортову Норвегію (отримавши гроші від соціального забезпечення...). Коли ми приїхали до Норвегії, я приніс пошту, і мені написав хлопець, який організував два концерти в Афінах. Дати змінили, запропонували тільки кілька нових дат, але ми, чорт забирай, неправильно це зрозуміли і подумали, що концерт скасовано! Це мене дуже розлютило!!! Я цього не усвідомлював потім. Я просто не можу зрозуміти, якими тупими ми можемо бути. Проте ми відіграли половину концерту (4 пісні) в Ізмірі, а потім приїхали поліцейські, і тому нам довелося виїхати. Ну, мені пора. Пиши швидше.Оригінальний текст (англ.)
I’m back from the tour now. It fucked me really much, man! First we played in East Germany, 3 gigs, and exept of that one band ripped us all of 1000 DEM! I like death metallers more in the East of Germany rather than the Western ones. They weren’t at all like the typical German thrashers with short hair, dressed like Scorpions but like the Poles more into death metal and they looked like that too. Much better than expected and we could have our stage show at 2 appearances of 3 which cheered me up really. I got a set of kitchen knives from a pal for the last show, which was in Leipzig and I cut a little. I meant it to save some skin and blood for the Dutch gigs. We had to go back to fucking Norway after that (getting cash from the social security…) When we came to Norway, I fetched the mail and the guy who showed set up 2 gigs in Athens had written. The dates were changed, only put forward some dates but we fucking misunderstood that and thought it was canceled! That pissed me off really!!! I didn’t realize that afterwards. I just can’t understand how shits we fucking D.U.M.B. we could be. However, we had a half (4 songs) gig in Izmir, the cops came, so we had to leave. I gotta split. Write soon.
Dead— Дед в листі своєму другу 1990 року

## Подальші події
Після Лейпцигу більшість учасників Mayhem повернулися до Норвегії. Вдома гурт неправильно прочитав лист від Сакіса Толіса з Rotting Christ і тому вважав, що їхні плани на виступи в Греції скасовані. Слідом гурт вирушив до Туреччини. Концерт Mayhem в Ізмірі було зірвано поліцією. Mayhem вирішили не ризикувати і не грати другий концерт у Туреччині через загрозу війни в Перській затоці. Хоча у Євронімусу залишилися позитивні спогади про Туреччину, решта учасників групи повідомили про важкі переживання. Mayhem залишили Голландію, свій останній пункт призначення, так і не виступивши, тому що не змогли зв'язатися з Бобом Багхусом з Asphyx, який забронював їм квитки .
За весь час туру Mayhem майже не отримали грошей, які їм належали; у якийсь момент у Деда навіть вкрали гаманець. Більшість своєї подорожі додому Mayhem були змушені харчуватися чотирма батончиками «Снікерс». Зрештою, це були дні, коли амбіції Mayhem рідко втілювалися у життя. Серед того, що зірвалося, були плани Пелле на концерти у його рідній Швеції.

А 8 квітня 1991 року Дед скоїв самогубство у своїй кімнаті. Спочатку він розкрив собі вени, а потім вистрілив у голову з рушниці. Олін залишив передсмертну записку, яка проголошувала «Excuse the blood» («Прошу вибачення за кров»):

Вибачте за кров, я порізав собі зап'ястя і шию. Я збирався померти в лісі, щоб на пошуки пішло кілька днів. Я належу лісу, і завжди належав. Все одно ніхто не зрозуміє чому. Щоб дати якусь подобу пояснення - я не людина, все це просто сон, і скоро я прокинуся. Було надто холодно, кров постійно згорталася, ще й мій новий ніж виявився тупим. Якщо не вдасться померти від ножа, я виб'ю все лайно з черепа. Поки що не знаю. Я залишаю «до кращих часів» усі свої тексти і решту грошей. Нехай той, хто знайде, забирає цю хуйню. Як прощальний привіт залишаю «Life Eternal». Робіть, що хочете з цією хуйнею. / Пелле.

Я задумав усе це не зараз, а сімнадцять років тому.— передсмертна записка Деда.
Замість того, щоб викликати поліцію, Ошет поїхав до найближчої крамниці і купив одноразовий фотоапарат, щоб сфотографувати труп. Повернувшись, Євронімус переклав ніж із рушницею, щоб фотографії виглядали «мальовничішими» і зробив кілька знімків. Одна з них пізніше була використана колумбійським бутлеггером як обкладинка для альбому Dawn of the Black Hearts.

## Випуск та оформлення альбому
Некробутчер ніколи не хотів, щоб концерт у Лейпцигу було опубліковано. У своїй книзі він зізнався: «Ми вирішили, що запис був недостатньо хорошим, і я знав, що ми можемо зробити краще. Через кілька років Ейстейн домовився з Робертом Маммареллою на італійському лейблі Obscure Plasma про випуск запису як данину поваги Пелле» .
І у 1993 році альбом був випущений на лейблі Obscure Plasma Records. На обкладинці альбому був зображений вокаліст Дед, що вже помер на той момент, а на розвороті альбому була частина передсмертної записки Деда: Jag är inte en människa. Det här är bara en dröm, och snart vaknar jag (укр. Я не людина. Це всього лише сон, і скоро я прокинуся ). Фотографія Пелле з канделябром в руках, зроблена під час концерту і попадала на обкладинки різних перевидань альбому, стала однією з найвідоміших фотографій вокаліста і була відтворена багатьма поколіннями музикантів, у тому числі і Фенрізом з Darkthrone для обкладинки альбому Transilvanian Hunger (1994) .
Через 30 років, 26 листопада 2020 року, гурт відіграв ювілейний концерт у Лейпцигу . 27 листопада 2015 року на лейблі Peaceville Records вийшло вінілове перевидання альбому .

## Відгуки критиків
Стів Хьюї з AllMusic пише, що в умовах дефіциту офіційного матеріалу Mayhem з первісним складом, цей запис «просто необхідний для відданих фанатів, навіть незважаючи на не найкращу якість звуку».
Журнал Sputnikmusic так писав про альбом: «Якщо ви любите блек-метал, цей альбом вам потрібний. Тут чиста енергія, музика може бути не на найвищому рівні, але в даному випадку це не має значення. Сира енергія блек-металу, ось що цей альбом дуже добре передає!».
Рецензент metal1.info Моріц Грюц називає реліз одного з тих концертних записів, що зберігають незворотний момент, неперевершену атмосферу та дух часу. Він пише: «Live In Leipzig — це нестримний хаос і безглузда агресія. І саме це робить Live In Leipzig таким вражаючим, таким автентичним та таким незабутнім. Концертів, подібних до того, що записано тут, більше не буде — поєднання музично поганого і водночас ефектного вимерло через наплив груп, що захлеснули металевий ландшафт в останні десятиліття, ззрослих музичних вимог та ентузіазму, який було втрачено в процесі» .
Портал Darkside описав альбому як «...це виверження бісівства неодмінно мало вибити грунт з-під ніг всіх, хто коли-небудь сумнівався в остаточному торжестві абсолютного зла» .
Німецький журнал Rock Hard включив реліз до списку "250 блек-метал альбомів, які потрібно знати" .

## Список композицій
| #     | Назва                     | Тривалість |
| ----- | ------------------------- | ---------- |
| 1.    | «Deathcrush»              | 4:37       |
| 2.    | «Necrolust»               | 3:49       |
| 3.    | «Funeral Fog»             | 6:31       |
| 4.    | «The Freezing Moon»       | 7:05       |
| 5.    | ««Carnage»                | 4:06       |
| 6.    | «Buried by Time and Dust» | 5:29       |
| 7.    | «Pagan Fears»             | 7:00       |
| 8.    | «Chainsaw Gutsfuck»       | 5:07       |
| 9.    | «Pure Fucking Armaggedon» | 3:10       |
| 46:51 |                           |            |

## Учасники запису
- Дед - вокал ;
- Євронімус - гітара ;
- Некробутчер - бас-гітара ;
- Хеллхаммер - ударні ;